# José Botelho Torrezão
José Botelho Torrezão (Lisboa, 1763 - 1806) foi um clérigo e escritor português.

## Biografia
Frei José Botelho Torrezão foi um religioso Paulista da Congregação da Serra de Ossa, Mestre de Teologia e Filosofia na sua Ordem, Pregador Régio, etc.
Foi homem de grande e cultivado talento, bom Poeta repentista, e um dos vultos célebres da boémia literária do seu tempo.
Escreveu: 
- Orações evangélicas sôbre diversos mistérios da nossa redenção dedicados ao sereníssimo príncipe D. João, etc, Tomo I, Lisboa, 1795[1]
- Discursos oratórios sôbre vários assuntos de religião e piedade, Tomo II, Lisboa, 1797[1]

obras estas muito raras
Escreveu mais: 
- Racionalis Philosophiae Elementa, Lisboa, 1797[1]
- uma ode satírica à regência do príncipe do Brasil[1]
- Feliz anúncio do séc. XIX em Portugal... ode latina... traduzida em outra vulgar..., Lisboa, 1800[1]
- Lusitaniae Ecclesiae ad eos, quos beatitudine verae filius aptat, alloquium pro adepta pace festivum ore Lattii materno, Lisboa, 1801, ode latina com versão portuguesa[1]
- À ditosa e fausta conjugal união ajustada entre o Ex.mº Sr. Marquês de Angeja e a Ex.mª Sr.ª D. Mariana Antónia de Lencastre, canto único português e latino, Lisboa, 1804[1]
- Oração fúnebre na morte do Ex.mº Sr. Marquês de Angeja, Lisboa, 1804[1]

Na Colecção de Poesias à morte de Bocage, p. 42, vem um soneto de Frei José Botelho Torrezão, que foi composto no cemitério na ocasião do enterro do Poeta, e, na Colecção dos novos improvisos de Bocage, a p. 46, vem, com o nome de Frei Joaquim Botelho, um soneto de Frei José Botelho Torrezão.